# Foshan vooroudertempel
Foshan vooroudertempel is een taoïstische tempel in Foshan, Guangdong, China. Hij werd voor het eerst tijdens de regeringsperiode van keizer Yuan Feng van de Song-dynastie gebouwd. De tempel werd verwoest aan het eind van de Yuan-dynastie. In het vijfde regeringsjaar van keizer Hongwu van de Ming-dynastie (1372) werd de tempel herbouwd. De tempel is gewijd aan Bei Di, de god van het noorden. Gelovigen zeggen dat hij de macht heeft over het water van Guangdong.
Na de oprichting van Volksrepubliek China in 1949 werd de tempel veranderd in Foshan Municipal Museum en op de lijst van belangrijke culturele oude gebouwen geplaatst. Hij wordt beheerd door de provinciale overheid van Guangdong.
Het tempelcomplex bestaat uit onder andere uit een Confuciustempel en herdenkingshal van Wong Fei-Hung met een bronzen beeld van Yip Man.